# Ricky Watters
Richard James Watters, detto Ricky (Harrisburg, 7 aprile 1969), è un ex giocatore di football americano statunitense che ha giocato nel ruolo di running back per undici stagioni nella National Football League (NFL). Fu scelto nel corso del secondo giro (45º assoluto) del Draft NFL 1992 dai San Francisco 49ers. Al college ha giocato a football all’Università di Notre Dame vincendo un campionato NCAA giocando come wide receiver nel 1988.

## Carriera professionistica
Watters giocò dieci stagioni nella NFL con San Francisco, Philadelphia e Seattle. Fu scelto dai San Francisco 49ers nel secondo giro del Draft 1991 ma rimase fermo per tutta la sua prima annata a causa di infortuni. Nelle tre stagioni successive fu il running back titolare dei 49ers, anni in cui i Niners guidarono sempre la lega per punti segnati. I 49ers raggiunsero la finale della NFC nel 1992 e 1993, perdendo in entrambi i casi coi Dallas Cowboys, prima di riuscire a batterli nel 1994 e qualificarsi per il Super Bowl. Nel gennaio 1994 nel corso del divisional round dei playoff, Watters stabilì il record NFL in una gara di playoff segnando cinque touchdown su corsa nella partita contro i, New York Giants vinta 44-3. L'anno successivo nel Super Bowl XXIX, Watters segnò tre touchdown nella vittoria di San Francisco 49-26 sui San Diego Chargers, pareggiando il record del Super Bowl stabilito da altri due giocatori dei 49ers, Roger Craig e Jerry Rice, primato che in seguito venne pareggiato da Terrell Davis dei Denver Broncos.
Nel 1995 Watters si trasferì ai Philadelphia Eagles imponendosi presto come uno dei loro migliori giocatori e contribuendo al raggiungimento dei playoff nel 1995 e 1996. Nel 1998, Watters passò ai Seahawks con cui rimase fino al ritiro nel 2001. Watters è uno degli unici due running back della storia della NFL aver corso oltre mille yard in due stagioni consecutive con due diverse squadre (l'altro è Willis McGahee).

## Palmarès
- Super Bowl : 1 Vincitore del Super Bowl XXIX
- (5) Pro Bowl (1992, 1993, 1994, 1995, 1996)
- (3) All-Pro (1994, 1995, 1996)
- Steve Largent Award (2000)
- Club delle 10.000 yard corse

## Statistiche
| Yard su corsa | 10.643 |
| Yard ricevute | 4.248  |
| Touchdown     | 78     |